# Erna Steinberg
Erna Steinberg ou Erna Boeck (30 juin 1911, Charlottenburg - 21 avril 2001), est une athlète allemande spécialisée dans les épreuves de sprint. Elle est l'une des finalistes de la première finale olympique du 100 m dans l'histoire de l'athlétisme féminin.

## Biographie
Originaire d'un quartier à l'ouest de Berlin, Erna Steinberg participe au tout premier 100 m féminin lors des Jeux olympiques d'été d’Amsterdam en 1928. À dix-sept ans, elle figure parmi les plus jeunes athlètes, aux côtés notamment de l'américaine Betty Robinson. Participant à la seconde manche éliminatoire, elle remporte sa course avec un record olympique (12 s 8), conservé cependant sur une courte durée,.
Erna Steinberg se classe finalement quatrième lors de la première finale olympique féminine du 100 m, à la suite de la disqualification d'Ethel Schmidt et Myrtle Cook. Il s'agit de sa seule apparition olympique. 
Au cours de sa carrière, elle est affiliée au SC Brandebourg. 
Erna Steinberg meurt à Berlin en 2001, peu de temps avant son 90e anniversaire.